# ハリッド"ディ・ファウスト"
ハリッド"ディ・ファウスト"（Chalid "Die Faust"、1975年5月28日 - ）は、ドイツの男性キックボクサー、総合格闘家。モロッコ系ドイツ人。ノルトライン＝ヴェストファーレン州ケルン出身。ゴールデン・グローリー所属。ドイツとモロッコの2つの国籍を持つ。
鉄の拳の異名を持つ。ニックネームの"ディ・ファウスト (Die Faust)"とは英語でいう"ザ・フィスト (The Fist)"（拳）を意味するドイツ語表記である。
打撃系のK-1だけではなく、総合格闘技のPRIDE、HERO'Sにも出場するなどオールマイティーな才能を持っている。
実業家としての顔も持ち、格闘家としての収入よりも多い。ランボルギーニ・ムルシエラゴを乗り回すなど、セレブとしての生活を満喫しながらも、「スリルを味わうため」とプロ格闘技の世界にも身を置いている。本人曰く「格闘技は趣味」。
試合直前で怪我や病気を理由に欠場することが多い。

## 来歴
2002年6月2日、K-1初参戦となった『K-1 SURVIVAL 2002』で柳澤龍志と対戦し、鼻骨骨折によるドクターストップによりTKO勝ち。
2003年6月14日、『K-1 WORLD GP 2003 in PARIS』のトーナメントに参戦。準々決勝でペレ・リードに判定勝ちするも、準決勝でシリル・アビディに2RKO負け。
2003年10月5日、PRIDE初参戦となった『PRIDE 武士道』でロドニー・ファベイラスに判定勝ち。
2004年5月23日、『PRIDE 武士道 -其の参-』で中村和裕と対戦し、一本負け。これが対日本人唯一の敗戦である。
2005年3月26日、初参戦となったHERO'Sで内藤征弥と対戦し、判定勝ち。
2005年8月13日、『K-1 WORLD GP 2005 in LAS VEGAS II』に参戦。1回戦で堀啓に判定勝ちするも、準決勝でスコット・ライティに判定負け。
2005年11月5日、『HERO'S 2005 in SEOUL』にて金原弘光に判定勝ち。
2006年4月29日、『K-1 WORLD GP 2006 in LAS VEGAS』に参戦。1回戦でショーン・オヘアに右アッパーを2発叩き込みKO勝ち。続く準決勝ではカーター・ウィリアムスに判定で敗れるも、ウィリアムスが怪我で棄権し、代わりに決勝進出。ゲーリー・グッドリッジに自慢の拳で逆転KO勝ちし、優勝。開幕戦への切符を手にした。
2006年7月30日、『K-1 REVENGE 2006』で天田ヒロミと対戦予定であったが、拳負傷により欠場となった。
2006年9月30日、『K-1 WORLD GP 2006 in OSAKA 開幕戦』では、武蔵と対戦。得意のパンチで臆することなく攻め続け、判定勝ち。
2006年12月2日、『K-1 WORLD GP 2006 in TOKYO 決勝戦』で行われた準々決勝では、アーネスト・ホーストに敗れた。なお、この試合がホーストの現役最後の白星となった。
2007年3月4日、K-1 WORLD GP 2007 IN YOKOHAMAで天田ヒロミと対戦予定であったが、来日後にインフルエンザによる高熱を出し欠場となった。代理でグーカン・サキが出場した。
2007年8月11日、K-1 WORLD GP 2007 IN LAS VEGASでマイティ・モーと対戦予定であったが、左拳負傷により欠場となった。
2007年9月29日、K-1 WORLD GP 2007 IN SEOUL FINAL16のGP1回戦でグラウベ・フェイトーザと対戦。1Rに2回ダウンを奪われたが、最後まで正面から戦い抜いた。結果こそ判定負けとなったがこの試合のファイトぶりは観客を大いに沸かせ、解説の谷川貞治や実況を務めたアナウンサー達も感服していた。
2007年12月8日、K-1 WORLD GP 2007 FINALのリザーブファイトでマイティ・モーと対戦予定であったが、虫垂炎により欠場となった。
2008年4月13日、K-1 WORLD GP 2008 IN YOKOHAMAでアレキサンダー・ピチュクノフと対戦し、判定負け。
2008年8月9日、K-1 WORLD GP 2008 IN HAWAIIのUSA GP 1回戦でドゥシュ・プーと対戦予定であったが、ビザのトラブルにより欠場となり、代理でUSA GPに出場したグーカン・サキが優勝を果たした。
2008年9月27日、K-1 WORLD GP 2008 IN SEOUL FINAL16でルスラン・カラエフと対戦。1Rにパンチでダウンを奪うも、2Rに3つのダウンを奪い返されKO負け。
2009年3月28日、K-1 WORLD GP 2009 IN YOKOHAMAの第2代K-1ヘビー級王者決定トーナメント1回戦でメルヴィン・マヌーフと対戦予定であったが、インフルエンザによる高熱のため欠場することが大会2日前に正式発表され、代わりにリザーブファイトから繰り上がりとなった前田慶次郎が王座を獲得した。
2009年12月5日、K-1 WORLD GP 2009 FINALのリザーブファイトでダニエル・ギタと対戦予定であったが、右肩負傷により欠場となり代役としてセルゲイ・ハリトーノフがK-1に初参戦した。
2010年10月2日、2年ぶりの復帰戦となったK-1 WORLD GP 2010 IN SEOUL FINAL16のスーパーファイトでジャバット・ポトラックと対戦。2Rまでにポトラックの右ローキックで左脚にダメージを負い、3R開始直後にタオルが投入されTKO負けとなった。

## 戦績

### キックボクシング
| キックボクシング 戦績 | キックボクシング 戦績 | キックボクシング 戦績 | キックボクシング 戦績 | キックボクシング 戦績 | キックボクシング 戦績 | キックボクシング 戦績 |
| --------------------- | --------------------- | --------------------- | --------------------- | --------------------- | --------------------- | --------------------- |
| 14 試合               | (T)KO                 | 判定                  | その他                | 引き分け              | 無効試合              |                       |
| 6 勝                  | 3                     | 3                     | 0                     | 0                     | 0                     |                       |
| 8 敗                  | 3                     | 5                     | 0                     | 0                     | 0                     |                       |

| 勝敗 | 対戦相手                     | 試合結果                                   | 大会名                                                           | 開催年月日    |
| ×    | ジャバット・ポトラック       | 3R 0:06 TKO（タオル投入：左膝のダメージ）  | K-1 WORLD GP 2010 IN SEOUL FINAL16                               | 2010年10月2日 |
| ×    | ルスラン・カラエフ           | 2R 2:30 KO（3ノックダウン：パンチ連打）    | K-1 WORLD GP 2008 IN SEOUL FINAL16 【1回戦】                     | 2008年9月27日 |
| ×    | アレキサンダー・ピチュクノフ | 延長2R終了 判定1-2                         | K-1 WORLD GP 2008 IN YOKOHAMA                                    | 2008年4月13日 |
| ×    | グラウベ・フェイトーザ       | 3R終了 判定0-3                             | K-1 WORLD GP 2007 IN SEOUL FINAL16 【1回戦】                     | 2007年9月29日 |
| ×    | アーネスト・ホースト         | 3R終了 判定1-2                             | K-1 WORLD GP 2006 in TOKYO 決勝戦 【準々決勝】                   | 2006年12月2日 |
| ○    | 武蔵                         | 3R終了 判定2-1                             | K-1 WORLD GP 2006 in OSAKA 開幕戦 【1回戦】                      | 2006年9月30日 |
| ○    | ゲーリー・グッドリッジ       | 3R 1:00 KO（右フック）                     | K-1 WORLD GP 2006 in LAS VEGAS 【USA GP 決勝】                   | 2006年4月29日 |
| ×    | カーター・ウィリアムス       | 3R終了 判定1-2                             | K-1 WORLD GP 2006 in LAS VEGAS 【USA GP 準決勝】                 | 2006年4月29日 |
| ○    | ショーン・オヘア             | 1R 0:23 KO（右アッパー）                   | K-1 WORLD GP 2006 in LAS VEGAS 【USA GP 1回戦】                  | 2006年4月29日 |
| ×    | スコット・ライティ           | 3R終了 判定0-3                             | K-1 WORLD GP 2005 in LAS VEGAS II 【世界最終予選 準決勝】        | 2005年8月13日 |
| ○    | 堀啓                         | 3R終了 判定3-0                             | K-1 WORLD GP 2005 in LAS VEGAS II 【世界最終予選 1回戦】         | 2005年8月13日 |
| ×    | シリル・アビディ             | 2R 1:32 KO（2ダウン：右フック）            | K-1 WORLD GP 2003 in PARIS 【ヨーロッパ・ロシア地域予選 準決勝】 | 2003年6月14日 |
| ○    | ペレ・リード                 | 3R終了 判定3-0                             | K-1 WORLD GP 2003 in PARIS 【ヨーロッパ・ロシア地域予選 1回戦】  | 2003年6月14日 |
| ○    | 柳澤龍志                     | 3R終了時 TKO（ドクターストップ：鼻骨骨折） | K-1 SURVIVAL 2002 〜富山初上陸〜                                 | 2002年6月2日  |

### 総合格闘技
| 総合格闘技 戦績 | 総合格闘技 戦績 | 総合格闘技 戦績 | 総合格闘技 戦績 | 総合格闘技 戦績 | 総合格闘技 戦績 | 総合格闘技 戦績 |
| --------------- | --------------- | --------------- | --------------- | --------------- | --------------- | --------------- |
| 10 試合         | (T)KO           | 一本            | 判定            | その他          | 引き分け        | 無効試合        |
| 7 勝            | 3               | 1               | 3               | 0               | 0               | 0               |
| 3 敗            | 0               | 2               | 1               | 0               | 0               | 0               |

| 勝敗 | 対戦相手               | 試合結果                   | 大会名                                         | 開催年月日     |
| ○    | 金原弘光               | 5分2R終了 判定2-0          | HERO'S 2005 in SEOUL                           | 2005年11月5日  |
| ○    | 内藤征弥               | 5分2R終了 判定3-0          | HERO'S                                         | 2005年3月26日  |
| ×    | 中村和裕               | 1R 4:45 腕ひしぎ十字固め   | PRIDE 武士道 -其の参-                          | 2004年5月23日  |
| ○    | ロドニー・ファベイラス | 2R（10分/5分）終了 判定3-0 | PRIDE 武士道                                   | 2003年10月5日  |
| ×    | ジェレミー・ホーン     | 15分1R終了 判定0-3         | 2H2H 6: Simply the Best 6                      | 2003年3月16日  |
| ○    | スタスナシック         | 1R 3:46 KO（パンチ連打）   | M-1 MFC: European Championship 2002            | 2002年2月15日  |
| ○    | ローマン・ゼンツォフ   | 1R 0:53 TKO（パンチ連打）  | M-1 MFC: Russia vs. The World 2                | 2001年11月11日 |
| ○    | ピーター・ヴァルガ     | アームロック               | MillenniumSports: Veni Vidi Vici               | 2001年4月22日  |
| ×    | ラマザン・メジドフ     | 1R チョークスリーパー      | IAFC: Pankration World Championship 2000 2日目 | 2000年4月29日  |
| ○    | スパルタク・コーチネフ | 1R TKO（打撃）             | IAFC: Pankration World Championship 2000 2日目 | 2000年4月29日  |

## 獲得タイトル
- K-1 WORLD GP 2006 in LAS VEGAS 優勝